# Ruth Gipps
Ruth Dorothy Louisa Gipps (ur. 20 lutego 1921 w Bexhill-on-Sea, zm. 23 lutego 1999 w Eastbourne) – brytyjska kompozytorka, pianistka, oboistka, dyrygentka.

## Życiorys
Studiowała w londyńskim Royal College of Music u Gordona Jacoba, R.O. Morrisa i Ralpha Vaughana Williamsa w Londynie. Grała na fortepianie i oboju, zajmowała się także dyrygenturą. Założyła London Repertoire Orchestra w 1955 roku.

## Twórczość
Wybrane dzieła:
- I symfonia (1942)[2]
- Koncert skrzypcowy (1943)[2]
- II symfonia (1945)[2]
- Kwartet smyczkowy (1956)[2]